# Вулкан (хипотетична планета)
 Тази статия е за хипотетичната планета между Меркурий и Слънцето.  За други значения вижте Вулкан (пояснение).  
Вулкан е малка хипотетична планета, за която през XIX век се е смятало, че се намира между Меркурий и Слънцето. В опит да се обяснят аномалиите в орбитата на Меркурий, с единствено познатите в онова време закони на Исак Нютон за движението и гравитацията, френският математик Юрбен Льоверие изказва предположението, че причината за аномалиите се дължи на наличието на друга планета преди Меркурий, която той наименува „Вулкан“.
Голям брой известни изследователи се занимават с търсенето на Вулкан, въпреки че такава планета на практика никога не е открита. На 2 януари 1860 Верие дори обявява откриването на Вулкан на среща на Академията на науките в Париж. Малко преди това той прави най-голямото си откритие: предсказва съществуването на дотогава неизвестната и ненаблюдавана планета Нептун. Обявяването на Вулкан прави след като се запознава с наблюдения на любителя астроном и лекар Едмонд Модест Лескарбо на тъмно движещо се петно пред Слънцето, което Лескарбо взима за пасаж на Вулкан, въпреки че днес е известно, че това е бил пасаж на Меркурий. Грешките в изчисленията на Лескарбо се дължат на изключително слабия телескоп, с който той е боравил, стария му часовник, и прибързаните заключения за мястото и посоката на движение на наблюдаваното тъмно петно. Лескарбо обаче получава орден и покани да говори пред множество книжовни дружества.
За особеностите в орбитата на Меркурий днес вече е известно, че се обясняват с общата теория на относителността на Алберт Айнщайн. Изследвания на данни, събрани от два апарата „Стерео“ на НАСА, не водят до откритието на никакви „вулканоиди“ (по аналогия с астероидите между Марс и Юпитер), които биха могли да обяснят случаите, в които се твърди, че е наблюдавана хипотетичната планета. Съмнително е, че изобщо има вулканоиди с диаметър,  по-голям от 5,7 километра. Освен Меркурий, астероидът 2007 EB26, чиято орбита има главна полуос от 0.55 AU (82 милиона km), има най-малката известна полуос на орбитата от всички известни обекти, обикалящи около Слънцето.